# Баскет-холл (Казань)
«Баскет-холл» — крытая многофункциональная спортивная арена в городе Казань, первый в России баскетбольный дворец. Является домашней ареной для баскетбольного клуба «УНИКС» (Суперлига А), один из важнейших объектов Универсиады 2013 в Казани. Также Баскет-холл используется для проведения концертов, семинаров и других публичных мероприятий.

## История
В связи с тем, что университетский культурно-спортивный комплекс КСК УНИКС не удовлетворял потребностям баскетбольного «УНИКСа», руководством клуба, города и республики было принято решение о строительстве специализированной арены. «Баскет-холл» спроектирован местным институтом «Татинвестгражданпроект» при участии иностранных субподрядчиков. Построен турецкой фирмой «Одак». В 2002 году был введён в эксплуатацию малый зал, а в августе 2003 года — большая арена. Рёбра корпуса здания увенчаны малыми архитектурными формами в виде оранжевых баскетбольных мячей. В 2005 году арена получила первую премию «ГРОСС — Спортивная индустрия России» в номинации «Лучший спортивный комплекс России». По аналогичному проекту позже были построены арены в Калининграде (СК «Янтарный», 2009) и Краснодаре (СК «Баскет-холл», 2011).
С 2004 года «Баскет-холл» принимает крупные международные, а также всероссийские соревнования по баскетболу (например, «Финал четырёх» Лиги ФИБА-Европа), волейболу, художественной гимнастике, тяжёлой атлетике, бадминтону, комплексному единоборству, борьбе на поясах и др. В апреле 2011 года в «Баскет-Холле» прошёл чемпионат Европы по тяжёлой атлетике, в 2015 году — чемпионаты мира и Европы по акробатическому рок-н-роллу. В октябре 2011 года, в рамках подготовки к старту БК УНИКС в Евролиге УЛЕБ, арена была оборудована новыми видеобортами производства компании Ната-Инфо. Видеоборт с шагом 16 мм состоит из 6 секций с размером информационного поля 6400×640 мм каждая. Это соответствует требованиям действующего технического регламента FIBA.
В комплексе с концертами выступали A-ha, Deep Purple, ДДТ, Патрисия Каас, Николай Басков и другие известные коллективы и исполнители, традиционно проводятся республиканские и городские праздники урожая, новогодней ёлки, последнего школьного звонка, трезвости и т. п.
До появления дворца волейбола «Санкт-Петербург» «Баскет-холл» был также домашней ареной волейбольного клуба «Зенит» (бывший «Динамо-Таттрансгаз»).
14—21 августа 2021 года прошёл Чемпионат Европы по смешанным боевым единоборствам (ММА).

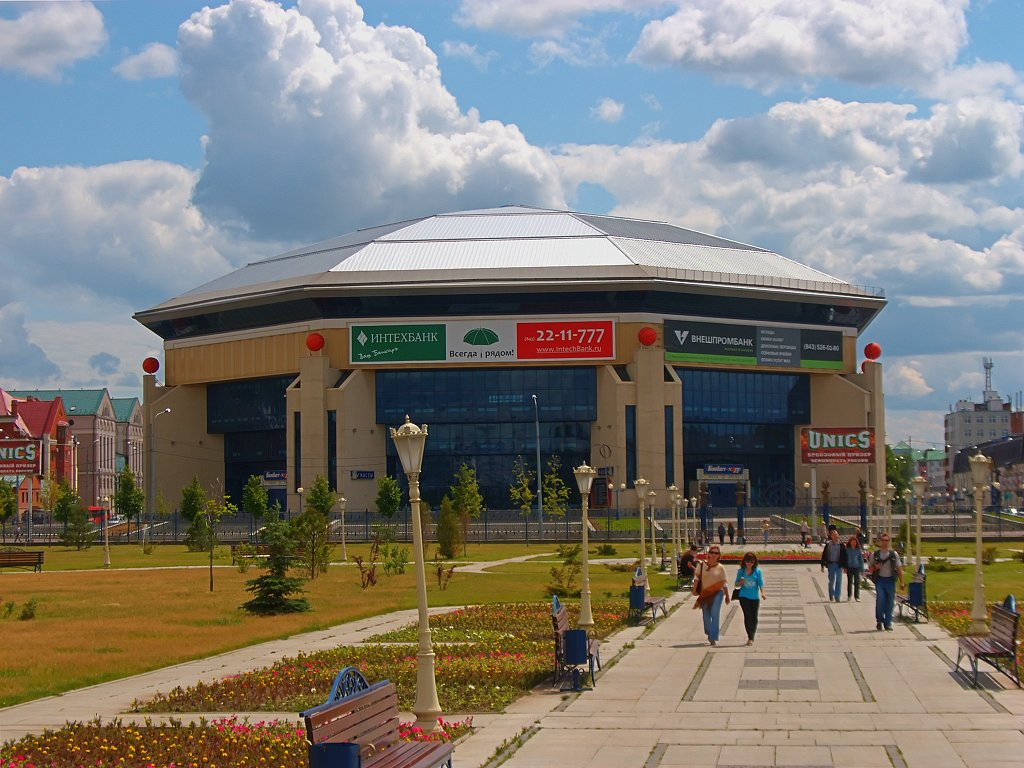
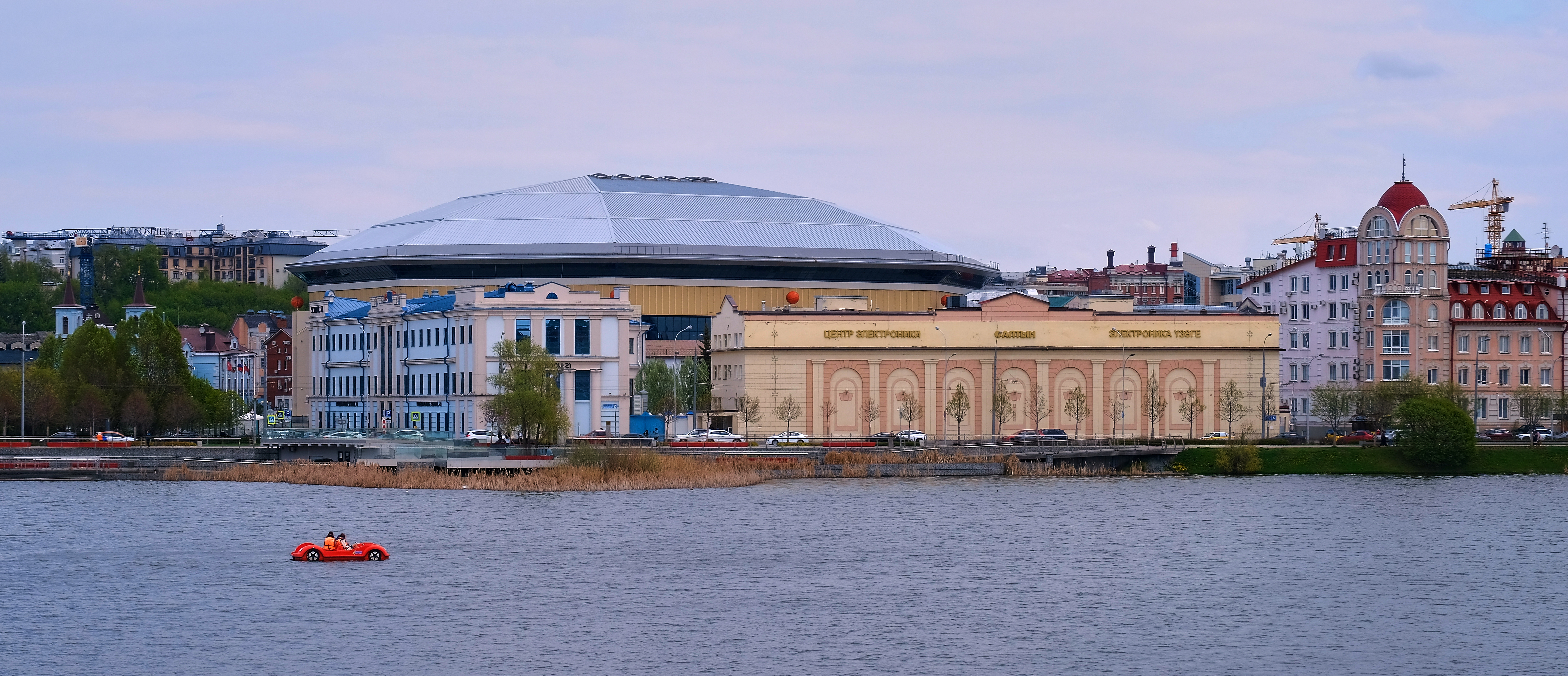
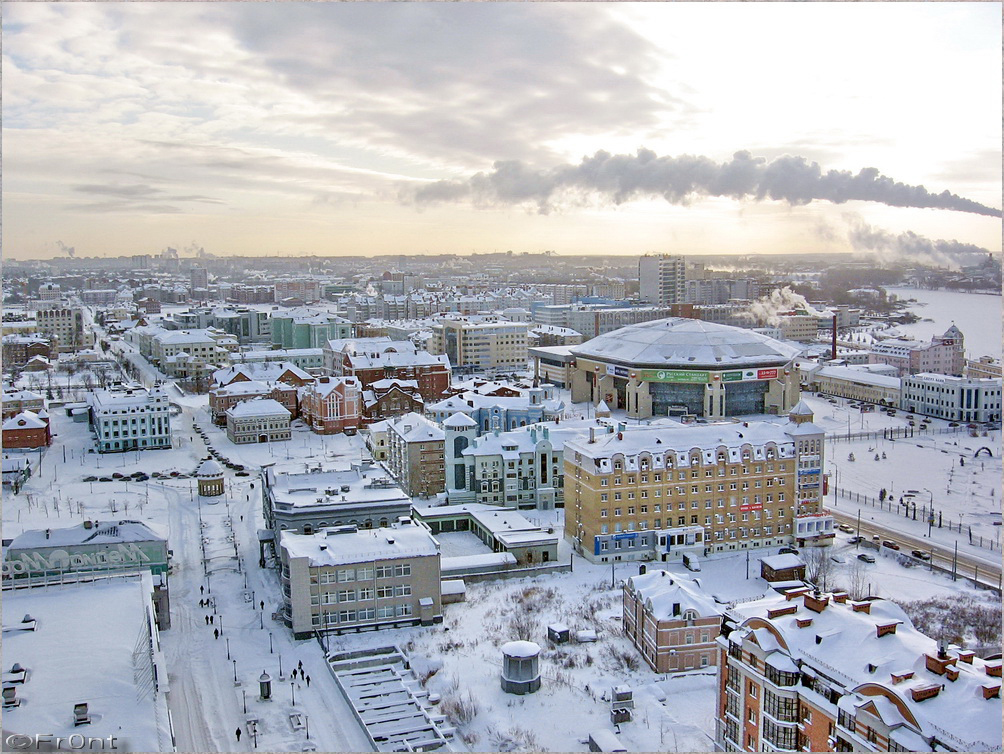
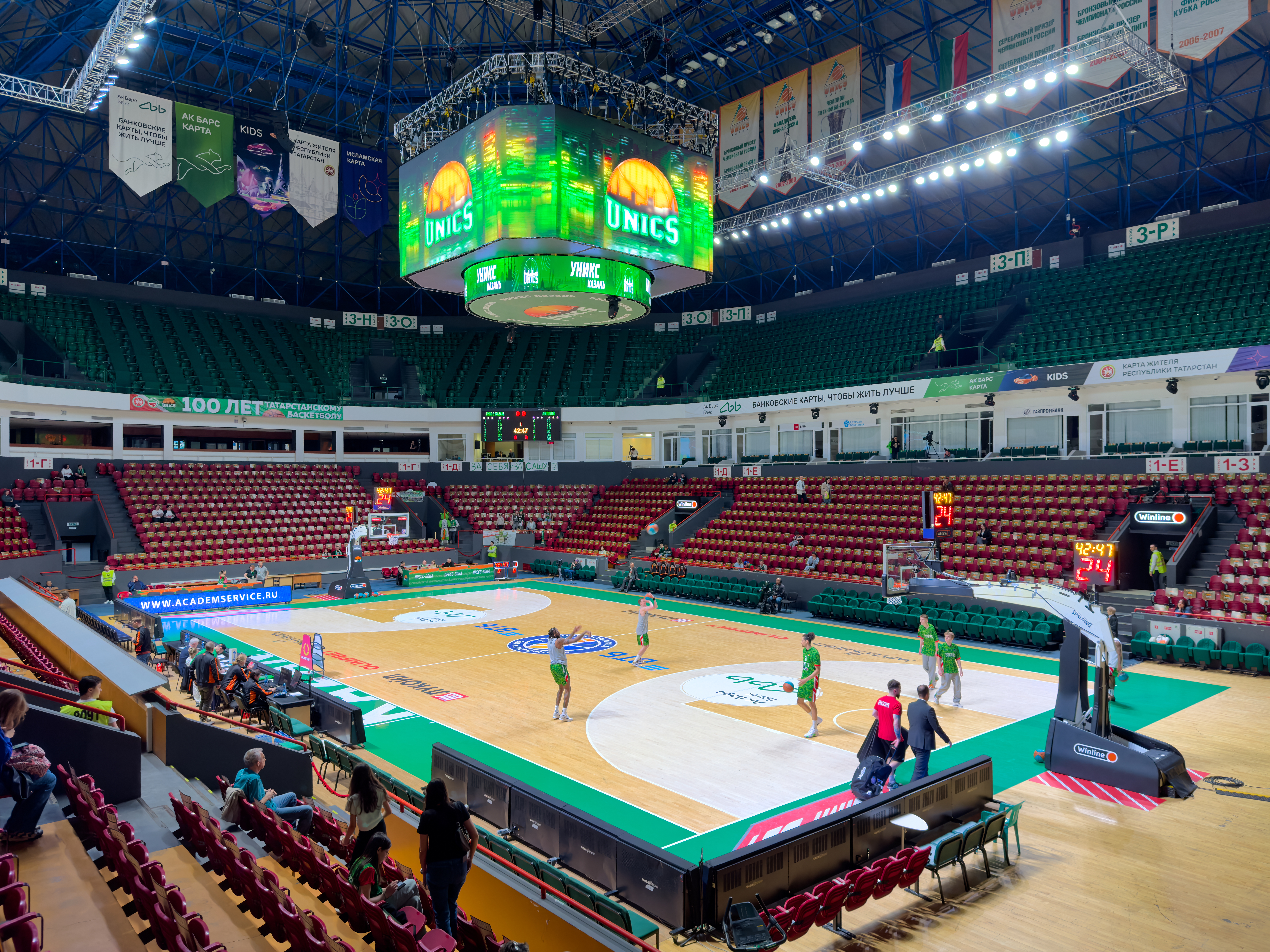